# Kamptafel
Een kamptafel is een gesjorde tafel. Naast de tafel zelf, worden ook banken en een afdak (shelter) gemaakt.